# دونگه کرنگینو
دونگه کرنگینو (به صربی: Donje Krnjino) یک منطقهٔ مسکونی در صربستان است که در Opština Babušnica واقع شده‌است. دونگه کرنگینو ۲۷۱ نفر جمعیت دارد.